# Palazzo Fantuzzi
Palazzo Fantuzzi (conosciuto anche come Palazzo degli Elefanti) è un edificio residenziale storico di Bologna, situato in via San Vitale 23.

## Storia

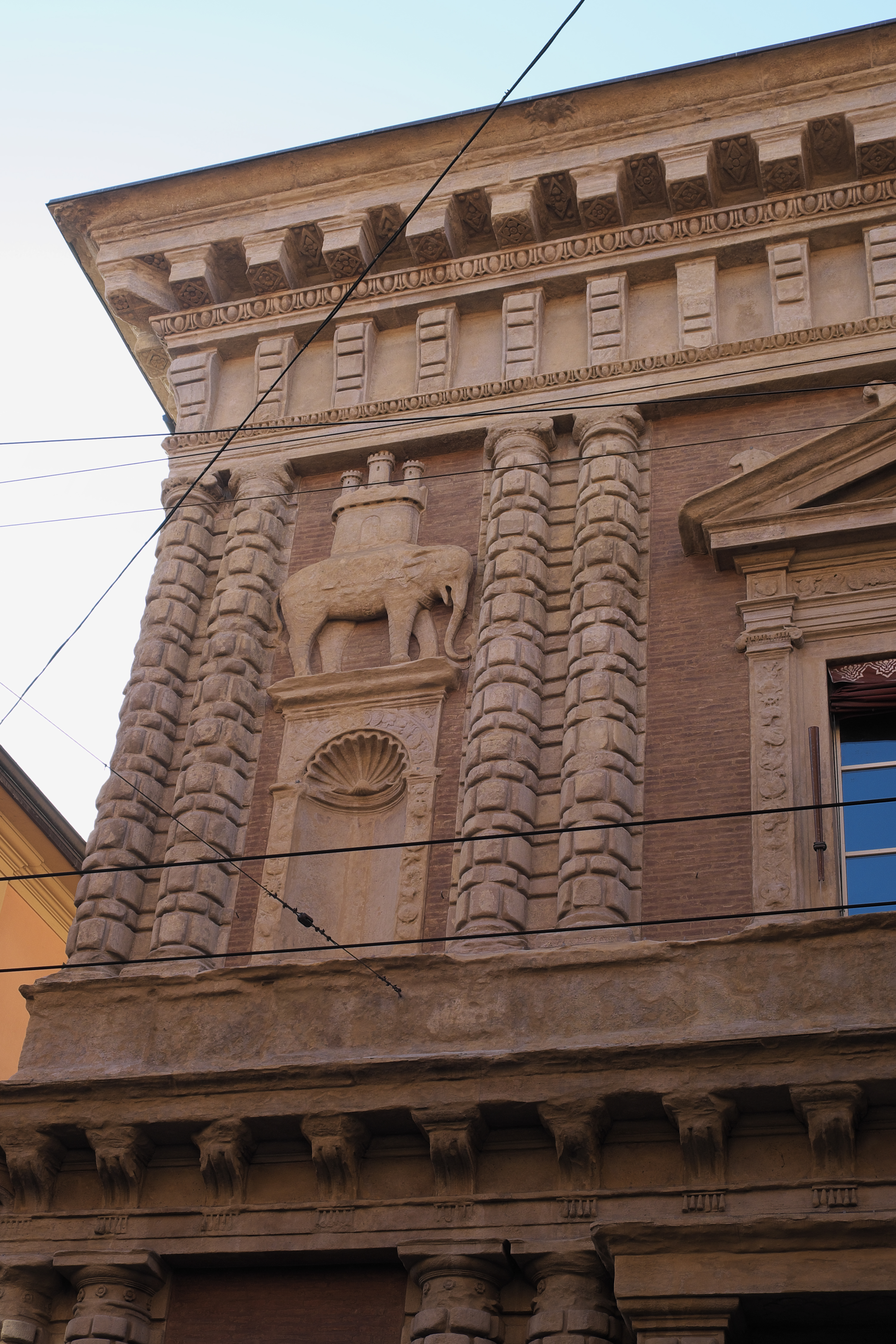
Dettaglio dello stemma

La sua costruzione venne commissionata nel 1517 dal senatore Francesco Fantuzzi (1466-1533), il quale aveva acquistato a tale scopo nel 1512 case adiacenti alla propria in strada San Vitale. Alcune di quelle abitazioni vennero gradualmente inglobate nel nuovo corpo di fabbrica, al quale si decise di dare coerenza attraverso l'innalzamento di una maestosa facciata.
La paternità del progetto della facciata è incerta, forse opera di Andrea da Formigine ma attribuita anche a Baldassarre Peruzzi o a Sebastiano Serlio
Nel 1521 i lavori ebbero inizio, ma solo nel 1535 Fantuzzi ottenne l'autorizzazione - in deroga agli statuti comunali dell'epoca - ad innalzare una facciata "alla romana", ovvero priva del portico, facendo pertanto demolire i portici lignei preesistenti. Tuttora palazzo Fantuzzi resta uno dei pochi palazzi gentilizi bolognesi privi di portico.
Il completamento della facciata avvenne fra il 1532 e il 1533, come testimoniato dalle date incise nella settima e nella decima finestra del piano nobile (oggi non più leggibili a causa del degrado della pietra arenaria). La fabbrica dell'edificio, invece, continuò anche a seguito della morte di Francesco Fantuzzi, sovvenuta proprio nel 1533. Gli eredi procedettero nel 1538 alla suddivisione dell'immobile e a una convenzione con l'architetto Bartolomeo Triachini per la prosecuzione del lavoro.
Nel 1680 Carlo Ridolfo Fantuzzi, per celebrare la sua seconda elezione a gonfaloniere, fece costruire un nuovo scalone, che collegasse il pian terreno alla sala di rappresentanza del piano nobile, decorata tra il 1678 e il 1684.
In un appartamento situato sul lato del palazzo, con ingresso su via Guido Reni 8, nacque il 9 luglio 1879 il compositore Ottorino Respighi. L'evento è ricordato da una targa posta nel 2000.
La facciata del palazzo è stata sottoposta nei secoli a numerosi restauri, gli ultimi dei quali sono avvenuti nel 1980 e nel 2008-2009.
Oggi il palazzo è adibito ad uffici, locali di rappresentanza e abitazioni, ed è pertanto accessibile al pubblico solo in occasioni eccezionali.

## Esterno

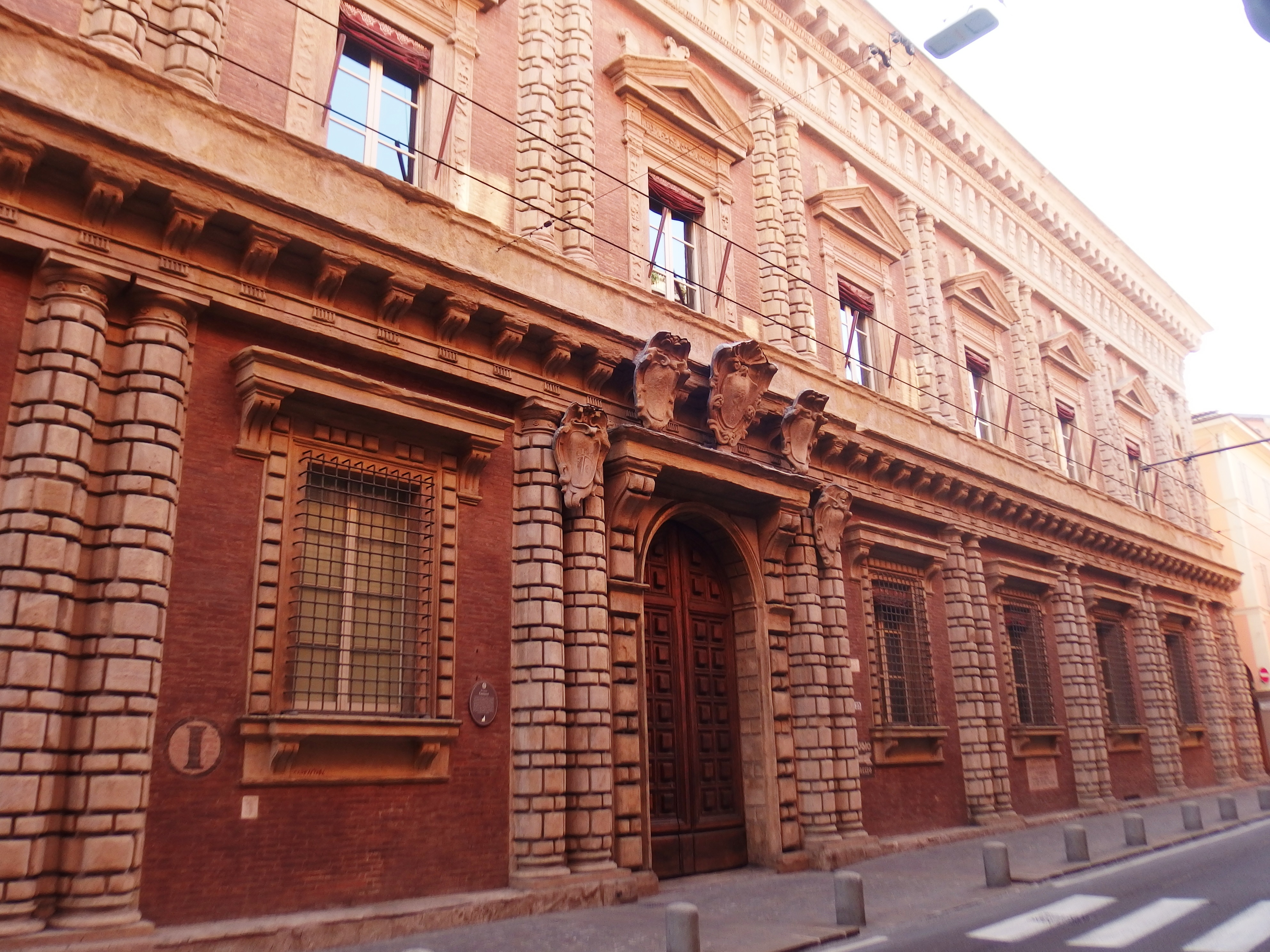
La facciata e il portone principale

La facciata del palazzo presenta - su uno sfondo in mattone rosso sagramato - un'imponente decorazione in macigno (arenaria) composta da una due ordini sovrapposti di doppie colonne bugnate (doriche inferiormente, ioniche superiormente), alle quali si alternano, al piano superiore, dieci ampie finestre ornate di timpani, anch'esse in arenaria. Al piano inferiore si trovano invece otto finestre e due portoni, uno principale ornato di scudi araldici (ormai sbiaditi) e uno secondario, sormontato da una conchiglia. La trabeazione presenta una cornice assai sporgente con vistose mensole. Ai due lati estremi si trovano, su entrambi gli ordini, delle nicchie. Quelle del piano superiore, tuttavia, sono sovrastate da una vivida rappresentazione dello stemma familiare, vale a dire un elefante sovrastato da una rocca, ai quali si deve il soprannome del palazzo in quanto la famiglia Fantuzzi (originaria di Treviso) sosteneva che il proprio cognome originario fosse Elefantuzzi.
Per le sue forme prive di portico, per lo stile bugnato ispirato ai modelli dell'Italia centrale e per l'abbondante uso del macigno - a discapito del tradizionale mattone rosso - il palazzo appariva ai contemporanei ed appare tuttora assai distinto dallo stile tradizionale cittadino.

## Interno

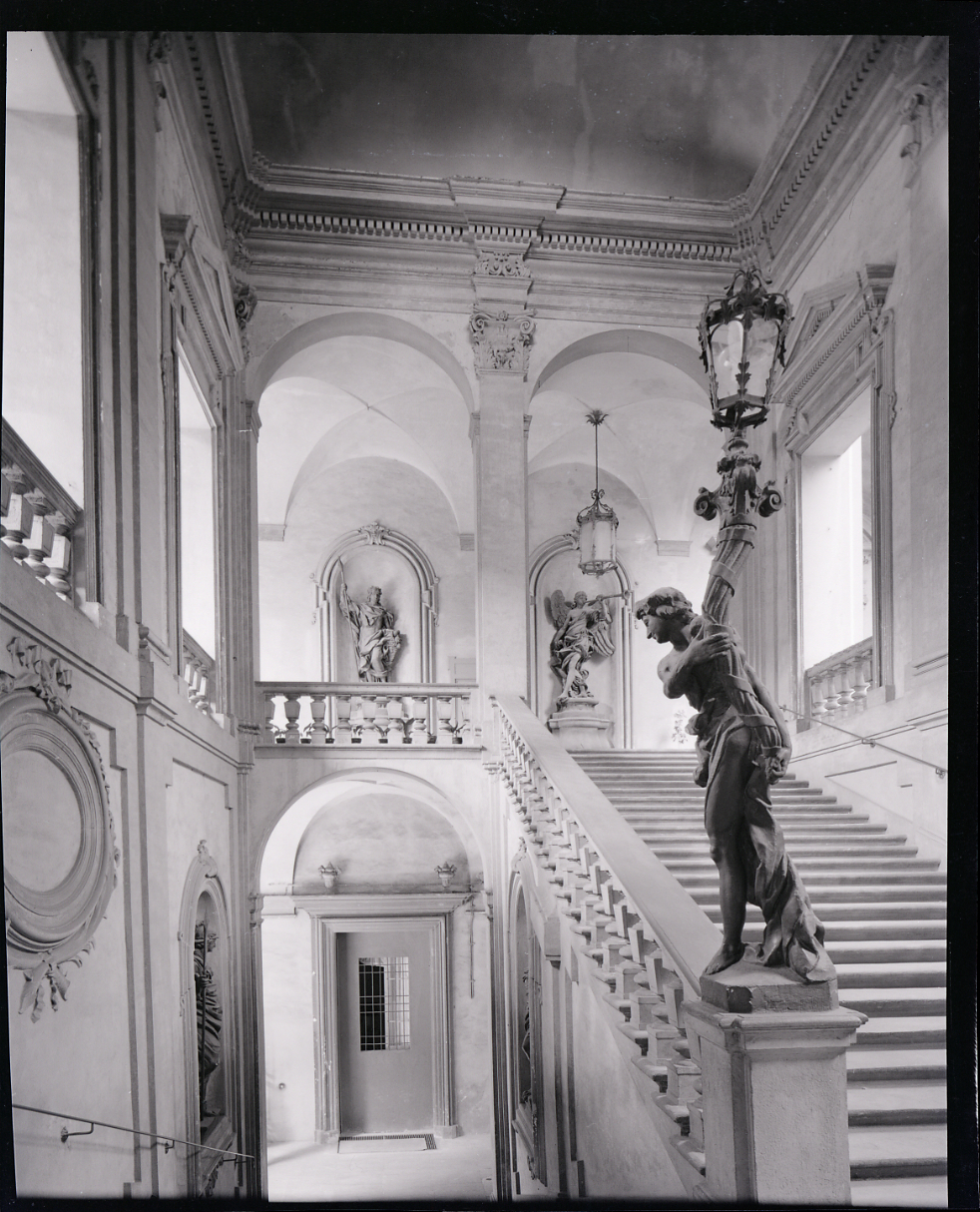
Lo scalone di Paolo Canali in una foto di Paolo Monti (1969)

Gli interni sono stati disegnati in buona parte dall'architetto Bartolomeo Triachini. Il salone d'onore al piano superiore è decorato con affreschi illusionistici realizzati da Francesco Galli Bibiena fra il 1768 e il 1684, rappresentanti prospettive di strutture architettoniche, giardini e statue di divinità classiche. L'elaborato camino di gusto spiccatamente barocco è invece di Giovan Battista Bolognini. Altre stanze conservano affreschi di Angelo Michele Colonna in stile barocco.
Il monumentale scalone barocco, opera di Paolo Canali, e inaugurato nel 1680, è il primo di questo genere a Bologna. Alcune bozze preparatorie sono conservate agli Uffizi di Firenze. Le statue decorative rappresentano Ercole e Atlante, opere di Gabriele Bunelli, mentre il soffitto dipinto è opera di Gioacchino Pizzoli.